# Water (canción de Tyla)
«Water» es una canción de la cantante y compositora sudafricana Tyla, incluida de su álbum de estudio debut homónimo, de 2024. Fue lanzada el 28 de julio de 2023 por Fax y Epic Records como el sencillo principal del disco. Es una canción de amapiano con elementos de pop, R&B y afrobeat, en la que expresa el deseo de un encuentro íntimo y apasionado. Versiones remezcladas de la canción, a cargo del rapero estadounidense Travis Scott y el productor discográfico Marshmello, se lanzaron el 17 de noviembre de 2023. 
«Water» alcanzó el primer puesto en Nueva Zelanda, Rumanía, Surinam y los Emiratos Árabes Unidos y entró en el top 10 de más varios países, incluyendo Estados Unidos (donde Tyla se convirtió en la sudafricana más joven y la primera solista sudafricana en 55 años en entrar al Billboard Hot 100, tras «Grazing in the Grass» de Hugh Masekela en 1968). La canción fue certificada multiplatino en varios países, incluyendo Sudáfrica y Estados Unidos, y recibió la certificación de diamante en Brasil por Pro-Música Brasil.
La canción encabezó la lista de Rolling Stone de las 40 mejores canciones de afropop de 2023 y obtuvo el premio Grammy a la Mejor Interpretación de Música Africana en 2024. También fue nominada como Mejor Canción Internacional en los BRIT Awards 2024 y al premio Viewer's Choice en los BET Awards 2024.

## Antecedentes y lanzamiento
La producción, a cargo del compositor británico Sammy Soso, comenzó en Londres y concluyó en Los Ángeles antes de ser enviada a compositores en Atlanta, quienes grabaron una maqueta vocal. A Tyla le gustó la instrumentación y grabó la canción en Ciudad del Cabo. En una entrevista con Interview comentó que, tras terminar «Water», estaba convencida de que sería un éxito y soñaba con ver cómo «los streams en Spotify subían segundo a segundo». Antes del lanzamiento de «Water», Tyla interpretó la canción con éxito como acto de apertura durante la etapa europea del Under the Influence Tour de Chris Brown a principios de 2023. En julio de 2023, compartió un adelanto de la canción y su coreografía en TikTok. La danza, creada por la bailarina sudafricana Lee-ché «Litchi» Janecke, se inspiró en el estilo Bacardi originado en Pretoria. Consiste en mover las caderas al ritmo del coro mientras se vierte agua por la espalda. Aunque originalmente la coreografía estaba destinada a otra canción con un género más adecuado, Tyla insistió a Janecke en que funcionaría con «Water» y decidió añadir el gesto de verter agua para ayudar a que la canción se volviera viral.
Tyla lanzó otro adelanto y anunció la fecha de estreno de la canción a través de sus redes sociales el 16 de julio de 2023. El 21 de julio, se presentó un fragmento de la canción durante una entrevista con Tyla en la serie de podcasts Mic Check de Spotify, tras ser destacada en el programa Radar de la plataforma para artistas emergentes. El 28 de julio de 2023, «Water» fue oficialmente lanzada. La canción ganó popularidad en TikTok en agosto de 2023, cuando un video de Tyla realizando la coreografía durante una presentación en vivo se volvió viral.Para mediados de septiembre, comenzó a acumular un aumento notable en reproducciones y videos dicha plataforma. En Estados Unidos, la canción debutó en la radio Rhythmic Top 40 el 3 de octubre, y en la Contemporary hit radio el 24 de octubre. Ese mismo mes, comenzó a sonar en las estaciones europeas. Originalmente planeada como el sencillo principal de su extended play debut, finalmente se convirtió en el primer sencillo de primer álbum de estudio, Tyla (2024), tras su éxito internacional. El 17 de noviembre de 2023, se lanzaron remezclas de «Water» a cargo del rapero estadounidense y compañero de sello Travis Scott, así como del productor discográfico estadounidense Marshmello.

## Composición y letras
«Water» combina pop y amapiano (un estilo que ella describe como «popiano»), con elementos de R&B y afrobeat. La canción está escrita en un compás de 4/4 en la tonalidad de re sostenido menor, con un tempo moderadamente rápido de 117 pulsaciones por minuto. Las voces de Tyla abarcan desde la nota grave G♯3 hasta la nota aguda C♯5, otorgándole un rango vocal de una octava y cinco tonos. La canción se caracteriza por el uso destacado del log drum típico del amapiano, melodías sensuales y las voces «eufónicas» de Tyla.

## Desempeño comercial

### Norteamérica
Tras ganar popularidad en TikTok en agosto de 2023, los hashtags #TylaWaterChallenge y #TylaWater acumularon más de 446.8 millones de visualizaciones con más de 600 000 videos creados para octubre del mismo año. «Water» alcanzó el puesto número 11 en el TikTok Billboard Top 50. El 9 de septiembre de 2023, debutó en la posición 37 del listado US Afrobeats Songs de Billboard antes de liderarlo, para luego debutar en el número 67 del Billboard Hot 100 el 14 de octubre de 2023. Tyla se convirtió en la solista sudafricana más joven de la historia y la primera en más de 55 años en ingresar al Hot 100, después de Hugh Masekela con «Grazing in the Grass» en 1968.
El 13 de enero de 2024, «Water» alcanzó su máximo en el número 7 del Hot 100, convirtiendo a Tyla en la solista africana femenina con la posición más alta en la historia del listado, superando el récord de Miriam Makeba con «Pata Pata», que llegó al 12 en 1968. La canción también alcanzó el cuarto lugar en Filipinas y el décimo en Panamá. Según Luminate, durante la semana de seguimiento del 22 al 28 de marzo de 2024, «Water» acumuló 10.3 millones de reproducciones en los Estados Unidos (un aumento del 17 % en comparación con los 8.8 millones de la semana anterior). En términos de ventas digitales y reproducción radial (dos de las medidas clave para el listado Hot R&B Songs), la canción registró un aumento del 17 % en descargas vendidas y una disminución del 4% en audiencia radial con 2000 descargas vendidas durante ese periodo.
«Water» encabezó los listados World Digital Song Sales, Rhythmic Airplay y Mainstream R&B/Hip-Hop Airplay en los Estados Unidos. En Canadá, la canción alcanzó el puesto 15 y fue reconocida con un triple platino por Music Canada. En Estados Unidos, recibió un doble platino otorgado por la Recording Industry Association of America (RIAA), mientras que en México obtuvo una certificación de oro por la Asociación Mexicana de Productores de Fonogramas y Videogramas (AMPROFON).

### En otras regiones
«Water» hizo su primera aparición en listas el 21 de agosto de 2023 en la Hot Singles Chart de Nueva Zelanda, donde llegó a la cima de la NZ Singles Chart el 30 de octubre. En diciembre, fue certificada doble platino por Recorded Music NZ. El 9 de septiembre de 2023, debutó en el puesto 13 de la UK Afrobeats Singles Chart antes de entrar en el número 55 de la UK Singles Chart el 21 de septiembre. Cinco semanas más tarde, alcanzó el cuarto puesto. La canción lideró tanto la lista de afrobeats como la UK R&B Chart. El videoclip llegó al número 2 en la UK Music Video Charts, y el sencillo recibió la certificación de platino por la Industria Fonográfica Británica. En Sudáfrica, alcanzó el puesto 3, donde más tarde fue certificado triple platino.

## Videoclip

### Versión en solitario
El videoclip de «Water» se estrenó en YouTube el 6 de octubre de 2023, acumulando tres millones de vistas en solo tres días. Filmado en la ciudad de Nueva York, el video fue dirigido por child. y Kwasi «C&P» Fordjour. En él, Tyla y sus amigos se preparan para salir de noche a una fiesta junto a la playa. Durante la fiesta, interpreta la coreografía de «Water» antes de bailar sensualmente con su interés romántico cerca del final del video. Tyla comentó a Essence que quería crear algo que se sintiera «caliente y apasionado», señalando que era la primera vez que exploraba una historia de amor en uno de sus videoclips.

### Remezcla
El corte de la remezcla, con la participación de Travis Scott y dirigido por Nabil Elderkin, se estrenó el 18 de marzo de 2024. En el video, Tyla canta su verso mientras Scott se encuentra al otro lado de un cristal húmedo y cubierto de niebla, en un lugar sombrío; luego, el rapero interpreta su parte de pie junto a ella.

## Controversias
El 11 de septiembre de 2024, «Water» ganó el premio a Mejor video de Afrobeats en los MTV Video Music Awards de 2024. Durante su discurso de aceptación, Tyla se identificó como una artista sudafricana de amapiano. Sin embargo, el locutor de radio nigeriano Do2tun la acusó en redes sociales de ser «hipócrita» por aceptar un galardón en la categoría de Afrobeats.
En la trigésima edición de los South African Music Awards, «Water» perdió el premio a Grabación del año frente a «Paris» de Mthandeni SK y Lwah Ndlunkulu. Tras concluir la ceremonia el 2 de noviembre, el rapero y compositor sudafricano Cassper Nyovest expresó en Twitter su descontento por lo que consideró un desaire hacia Tyla. En respuesta, Mthandeni SK insinuó que Nyovest, un músico de hip hop, estaba usando el maskandi para recuperar popularidad. Nyovest, en su disculpa pública, sugirió un combate de boxeo para resolver sus diferencias.

## Presentaciones en vivo
Tyla interpretó «Water» en el programa DSCVR de Vevo, una serie de videos enfocada en artistas emergentes. Hizo su debut en la televisión internacional a principios de octubre de 2023, interpretando la canción en The Bianca Show en Suecia, donde también fue entrevistada por la presentadora. Días después, cantó «Water» en The Tonight Show Starring Jimmy Fallon en los Estados Unidos. En diciembre de 2023, presentó una remezcla de la canción junto al DJ Black Coffee en un club nocturno de Sandton. Ese mismo mes, interpretó un popurrí de «Water» y su siguiente sencillo, «Truth or Dare», durante la final de la temporada 24 del programa de talentos estadounidense The Voice. En vísperas de año nuevo, realizó otro de «On and On», «Truth or Dare» y «Water» en el Times Square como parte del especial televisivo Dick Clark's New Year's Rockin' Eve 2024.
Más adelante, asistió al evento Prelude to the 2024 Olympic Games de la casa de moda Louis Vuitton de París, el 25 de julio de 2024, donde lució un chándal de terciopelo negro. Durante su presentación, interpretó un popurrí de «Thata Ahh», «Jump» y «Water» vistiendo una camiseta holgada y un pantalón corto de licra, ambos de la misma marca. El 17 de agosto de 2024, Tyla cantó la mayoría de las canciones de su álbum, incluyendo «Breathe Me» y «Water», además de algunas versiones, en la edición 2024 del festival Summer Sonic en Osaka. Al día siguiente, ofreció un concierto de 45 minutos en Tokio, donde abrió con «Safer» y presentó «On My Body» junto a Becky G. También interpretó sus sencillos no incluidos en el álbum, «Thata Ahh» y «Ke Shy» (esta última en colaboración con Major Lazer y Major League DJz), seguido de un mashup de «Rock the Boat» de Aaliyah y «On and On». Posteriormente, cantó «Art», «No. 1» y «Truth or Dare», y continuó con «Bana Ba» (otro sencillo fuera del álbum), «Breathe Me» y «Jump» antes de cerrar su presentación con «Water».
Del 23 al 25 de agosto de 2024, interpretó «Water» en el LaLaLa Festival en Yakarta. El 28 de agosto de 2024, Tyla abrió su presentación en el festival One Universe en Seúl con el himno nacional de Sudáfrica, Nkosi Sikelel' iAfrika, y ofreció la misma actuación el 20 de septiembre en Brasil durante el festival Rock in Rio en el Parque Olímpico. El 15 de octubre de 2024, interpretó un popurrí de «Water» y «Push 2 Start» en el Brooklyn Navy Yard de Nueva York, como parte del Victoria's Secret Fashion Show 2024. Cerró su gira de presentaciones el 10 de noviembre en el estadio Co-op Live de Mánchester, Reino Unido, con una actuación en los MTV Europe Music Awards de ese año.

## Reconocimientos

### Premios y nominaciones
El 10 de agosto de 2024, los premios Basadi in Music reconocieron a Tyla con el galardón a la mayores reproducciones en radio por «Water» durante la tercera edición anual de los premios. El 8 de septiembre del mismo año, recibió el premio Global Force de Billboard en el evento inaugural Billboard R&B's No. 1s celebrado en Nueva York.
| Organización                     | Año  | Categoría                      | Resultado | Ref.    |
| -------------------------------- | ---- | ------------------------------ | --------- | ------- |
| 3Music Awards                    | 2024 | Canción africana del año       | Ganador   | [ 85 ]  |
| Basadi in Music Awards           | 2024 | Videoclip del año              | Nominado  | [ 86 ]  |
| Basadi in Music Awards           | 2024 | Canción del año                | Ganador   | [ 86 ]  |
| Basadi in Music Awards           | 2024 | Artista pop del año            | Nominado  | [ 86 ]  |
| BET Awards                       | 2024 | Viewer's Choice Award          | Nominado  | [ 87 ]  |
| Billboard Music Awards           | 2024 | Mejor canción de R&B           | Nominado  | [ 88 ]  |
| Billboard Music Awards           | 2024 | Mejor canción afrobeat         | Ganador   | [ 88 ]  |
| Premios Brit                     | 2024 | Canción internacional          | Nominado  | [ 89 ]  |
| DStv Content Creator Awards      | 2024 | Canción del año                | Ganador   | [ 90 ]  |
| Premios Grammy                   | 2024 | Best African Music Performance | Ganador   | [ 91 ]  |
| iHeartRadio Music Awards         | 2024 | Best Lyrics                    | Nominado  | [ 92 ]  |
| iHeartRadio Music Awards         | 2024 | TikTok Bop of the Year         | Nominado  | [ 92 ]  |
| Premios Ivor Novello             | 2024 | Mejor canción contemporánea    | Nominado  | [ 93 ]  |
| Metro FM Music Awards            | 2024 | Canción del año                | Nominado  | [ 94 ]  |
| Metro FM Music Awards            | 2024 | Mejor video musical            | Nominado  | [ 94 ]  |
| Metro FM Music Awards            | 2024 | Best Viral Challenge           | Nominado  | [ 94 ]  |
| Metro FM Music Awards            | 2024 | Mejor R&B                      | Nominado  | [ 94 ]  |
| MTV Video Music Awards           | 2024 | Mejor videoclip de R&B         | Nominado  | [ 95 ]  |
| MTV Video Music Awards           | 2024 | Mejor videoclip de afrobeat    | Ganador   | [ 96 ]  |
| Myx Music Awards                 | 2024 | Global Video of the Year       | Pendiente | [ 97 ]  |
| Nickelodeon Kids' Choice Awards  | 2024 | Favorite Viral Song            | Nominado  | [ 98 ]  |
| South African Music Awards       | 2024 | Mejor videoclip del año        | Nominado  | [ 99 ]  |
| South African Music Awards       | 2024 | Grabación del año              | Nominado  | [ 99 ]  |
| African Entertainment Awards USA | 2024 | Canción del año                | Nominado  | [ 100 ] |

## Posicionamiento en listas

### Semanales
| Australia                           | ARIA                                 | 6  |
| Austria                             | Ö3 Austria Top 40                    | 46 |
| Bélgica                             | Ultratop 50 Flanders                 | 30 |
| Bélgica                             | Ultratop 50 Wallonia                 | 12 |
| Brasil                              | Brasil Hot 100                       | 59 |
| Bulgaria                            | IFPI                                 | 2  |
| Canadá                              | Canadian Hot 100                     | 15 |
| Canadá                              | CHR/Top 40 (Billboard)               | 6  |
| Comunidad de Estados Independientes | TopHit                               | 32 |
| Croacia                             | Top lista                            | 26 |
| Dinamarca                           | Hitlisten                            | 10 |
| Estonia                             | TopHit                               | 3  |
| Francia                             | SNEP                                 | 22 |
| Alemania                            | GfK                                  | 25 |
|                                     | Global 200 (Billboard)               | 6  |
| Grecia                              | IFPI                                 | 5  |
| Islandia                            | Tónlistinn                           | 14 |
| Irlanda                             | IRMA                                 | 6  |
| Israel                              | Media Forest                         | 16 |
| Japón                               | Japan Hot Seas (Billboard Japan)     | 9  |
| Letonia                             | LAIPA                                | 3  |
| Lituania                            | AGATA                                | 14 |
| Lituania                            | TopHit                               | 9  |
| Luxemburgo                          | Billboard                            | 6  |
|                                     | IFPI                                 | 11 |
| Países Bajos                        | Dutch Top 40                         | 26 |
| Países Bajos                        | Single Top 100                       | 6  |
| Nueva Zelanda                       | Recorded Music NZ                    | 1  |
| Nigeria                             | TurnTable Top 100                    | 13 |
| Noruega                             | VG-lista                             | 14 |
| Panamá                              | PRODUCE                              | 10 |
| Filipinas                           | Billboard                            | 4  |
| Polonia                             | Polish Airplay Top 100               | 22 |
| Polonia                             | Polish Streaming Top 100             | 83 |
| Portugal                            | AFP                                  | 9  |
| Rumania                             | UPFR                                 | 1  |
| Rumania                             | Romanian Radio Airplay               | 1  |
| Rumania                             | Romanian TV Airplay                  | 1  |
| Singapur                            | RIAS                                 | 14 |
| Eslovaquia                          | Rádio Top 100                        | 24 |
| Eslovaquia                          | Singles Digitál Top 100              | 57 |
| Sudáfrica                           | TOSAC                                | 3  |
| Sudáfrica                           | TOSAC                                | 1  |
| Surinam                             | Nationale Top 40                     | 1  |
| Suecia                              | Sverigetopplistan                    | 10 |
| Suiza                               | Schweizer Hitparade                  | 11 |
| Emiratos Árabes Unidos              | IFPI                                 | 1  |
| Reino Unido                         | UK Singles (OCC)                     | 4  |
| Reino Unido                         | UK Afrobeat (OCC)                    | 1  |
| Reino Unido                         | UK Hip-Hop/R&B (OCC)                 | 1  |
| Estados Unidos                      | Billboard Hot 100                    | 7  |
| Estados Unidos                      | Adult Pop Airplay (Billboard)        | 18 |
| Estados Unidos                      | Afrobeats Songs (Billboard)          | 1  |
| Estados Unidos                      | Dance/Mix Show Airplay (Billboard)   | 1  |
| Estados Unidos                      | Hot R&B/Hip-Hop Songs (Billboard)    | 4  |
| Estados Unidos                      | Pop Airplay (Billboard)              | 6  |
| Estados Unidos                      | R&B/Hip-Hop Airplay                  | 2  |
| Estados Unidos                      | Rhythmic (Billboard)                 | 1  |
| Estados Unidos                      | World Digital Song Sales (Billboard) | 1  |
| Venezuela                           | Record Report                        | 36 |

## Créditos y personal
Créditos adaptados de las notas digitales del álbum.
Grabación
- ACP Studios — Ciudad del Cabo, Sudáfrica
- SessionsAtlanta Studios — Atlanta, Estados Unidos

Músicos
- Tyla — voz principal, coros, compositora, letrista
- Sammy SoSo — coros, programación, bajo, arreglista, compositor, letrista, productor, productor vocal
- Ari PenSmith — coros, compositor, letrista
- Imani Lewis — compositora, letrista
- Corey Marlon Lindsay-Keay — compositor, productor vocal
- Rayan El-Hussein Goufar — compositor, coproductor
- Olmo Zucca — compositor
- Ebenezer Maxwell — productor vocal
- Jack Lomastro — compositor
- Tricky Stewart — compositor

Técnico
- Ebenezer Maxwell — ingeniero de grabación
- Leandro «Dro» Hidalgo — ingeniero de mezcla
- Richard Ledesma — ingeniero de grabación
- Sammy SoSo — ingeniero de grabación
- Colin Leonard — masterización